# Good Job!! (WANIMAのシングル)
「Good Job!!」（グッジョブ）は、WANIMAの4作目のシングル。2019年3月6日にunBORDEから発売された。

## 概要
- 前作『Drive』から約10か月を置いてのリリース[注 1]。
- CDは初回限定盤、通常盤の2形態で発売。
- 初回限定盤には、ボーナスディスクとして未発表楽曲である「JOY」[注 2]のアコースティックver.を収録したCDを付属。更にカラーケース仕様となっている。

## 収録曲
- 全曲作詞・作曲：KENTA　編曲：WANIMA

### 全形態共通
1. アゲイン - [3:34]
  - TBS系金曜ドラマ『メゾン・ド・ポリス』主題歌[2]
2. 渚の泡沫 - [3:54]
3. ANSWER - [4:28]
  - 森永製菓「受験にinゼリー」CMソング[3]

### 初回限定盤 BONUS DISC
1. JOY (アコースティックver.)
  - 通常バージョンは、後のメジャー2ndアルバム『COMINATCHA!!』に収録されている。